# Юй Цянь
Юй Цянь (кит. 于谦, 13 мая 1398, Ханчжоу — 16 февраля 1457, Пекин) — крупный китайский военный и государственный деятель, поэт времен династии Мин. Военный министр (1449—1457).

## Биография
Родился 13 мая 1398 года в городе Цзяньтан (современный город Ханчжоу, провинция Чжэцзян). Происходил из семьи ученых. О молодых годах мало сведений. Получил классическое образование. В 1421 году с успехом сдал императорский экзамен и получил высшую ученую степень цзиньши. После этого Юй Цянь был зачислен на государственную службу. Впоследствии он избрал карьеру военного.
Впоследствии отличился при подавлении мятежа в провинции Цзянсу, за что назначается заместителем военного губернатора. В 1430 году переводится в министерство обороны. В 1431 году Юй Цянь получает должность военного инспектора в провинциях Хэнань и Шэньси. В 1445 году многое сделал для прекращения голода в провинции Хэнань. Этим получил благосклонность местного населения.
В 1435 году Юй Цянь выступил против деятельности дворцового евнуха Ван Цзиня, за что помещен в тюрьму. Через три месяца Юй Цянь был уволен, а также понижен в должности. Впрочем, по ходатайству чиновников из Шэньси и Хэнань восстановлен в должности.
В 1448 году Юй Цянь назначается заместителем военного министра. В этой должности проявил незаурядные способности в борьбе с монголами и ойратами. В 1449 году после поражения китайской армии при Туме и плену императора Чжэнтуна Юй Цянь назначается военным министром. Он сумел в нескольких битвах защитить столицу империи Пекин, отразив нападение врага. Тогда же способствовал восхождению на трон императора Цзинтая. В 1450 году Юй Цянь снова нанес поражение ойратам, чем заставил заключить перемирие. За время правления последнего был одним из самых влиятельных министров Китая. Многое сделал для создания крепкой обороны империи (как со стороны монголов, так и с моря).
Впрочем, после мятежа 1457 года, когда к власти вернулся император Чжэнтун министр Юй Цянь был обвинен в заговоре и казнен.

## Творчество
Являлся автором стихов на случай, вошедших в два сборника «Юй Чжунсу» и «Поэтический сборник». Они часто необработаны, но искренни, полны размышлений о сложной жизни простых людей.